# Astatochroa
Astatochroa is een geslacht van vlinders van de familie eenstaartjes (Drepanidae), uit de onderfamilie Drepaninae.

## Soorten
- A. fuscimargo (Warren, 1896)
- A. sulphurata (Warren, 1907)